# Seznam italijanskih znanstvenikov
Seznam italijanskih znanstvenikov je krovni seznam.

## Seznami
- seznam italijanskih anatomov
- seznam italijanskih antropologov
- seznam italijanskih arheologov
- seznam italijanskih astrofizikov
- seznam italijanskih astronomov
- seznam italijanskih bakteriologov
- seznam italijanskih biokemikov
- seznam italijanskih biologov
- seznam italijanskih botanikov
- seznam italijanskih dendrologov
- seznam italijanskih ekologov
- seznam italijanskih ekonomistov
- seznam italijanskih eksobiologov
- seznam italijanskih entomologov
- seznam italijanskih etimologov
- seznam italijanskih etnologov
- seznam italijanskih filologov
- seznam italijanskih filozofov
- seznam italijanskih fizikov
- seznam italijanskih fiziologov
- seznam italijanskih genetikov
- seznam italijanskih geodetov
- seznam italijanskih geofizikov
- seznam italijanskih geografov
- seznam italijanskih geologov
- seznam italijanskih herpetologov
- seznam italijanskih hidrologov
- seznam italijanskih horologov
- seznam italijanskih ihtiologov
- seznam italijanskih jezikoslovcev
- seznam italijanskih kartografov
- seznam italijanskih kemikov
- seznam italijanskih kinologov
- seznam italijanskih klimatologov
- seznam italijanskih kozmologov
- seznam italijanskih kriptologov
- seznam italijanskih lepidopteristov
- seznam italijanskih limnologov
- seznam italijanskih logikov
- seznam italijanskih matematikov
- seznam italijanskih medicincev/zdravnikov
- seznam italijanskih meteorologov
- seznam italijanskih mikrobiologov
- seznam italijanskih mineralogov
- seznam italijanskih nanoznanstvenikov
- seznam italijanskih nevrologov
- seznam italijanskih optikov
- seznam italijanskih ornitologov
- seznam italijanskih paleontologov
- seznam italijanskih psihiatrov (Franco Basaglia)
- seznam italijanskih psihologov (Mario Ponzo 1882–1960)
- seznam italijanskih računalnikarjev
- seznam italijanskih seizmologov
- seznam italijanskih sociologov
- seznam italijanskih teologov
- seznam italijanskih toksikologov
- seznam italijanskih virologov
- seznam italijanskih vojaških teoretikov
- seznam italijanskih zgodovinarjev
- seznam italijanskih zoologov